# Deliblato
Deliblato (srbsky Делиблато, rumunsky Deliblata) je vesnice v severovýchodní části Srbska, administrativně spadající pod opštinu Kovin. Vesnice se nachází v rovinaté krajině jižní Banátu nedaleko od řeky Dunaje a města Kovin. Dala název Deliblatské peščaře. Západně od vesnice leží jezero Kraljevac (srbsky језеро Краљевац). V roce 2011 zde žilo 2939 obyvatel, počet obyvatel vsi od roku 1961 mírně klesá.
Z národnostního hlediska je obyvatelstvo ve většině srbské národnosti, zastoupena je menšinově národnost rumunská.
První písemná zmínka o obci pochází z roku 1660, kdy se jednalo o slovanské (srbské) sídlo na území Uher, které ovládali Turci. Nejméně jednou v dějinách bylo opuštěné. Za vlády císařovny Marie Terezie bylo součástí Vojenské hranice. Roku 1869 zde žilo přes tři tisíce lidí, národnostně většinou Srbů a Rumunů. Od roku 1918 je obec součástí Království SHS, poté Jugoslávie a od roku 2006 samostatného Srbska.